# 鐵泉
鐵泉（英語：Iron Springs 或 Ironsprings）是美國亞利桑那州亞瓦派縣中部一個非建制地區，位於普雷斯科特國家森林之中，海拔高度約為1851米（6073英尺）。當地位於縣治普雷斯科特西北方，以及設有一所郵政局，而其美國郵遞區號則是86330。另一方面，根據柯本氣候分類法系統，鐵泉屬於半乾旱氣候，並在氣候地圖上以「BSk」標示。